# 요시다 슈이치 (소설가)
요시다 슈이치(吉田 修一, 1968년 9월 14일 ~)는 일본의 소설가이다.

## 내력
나가사키현 나가사키시 출신으로, 나가사키 현립 나가사키 미나미 고등학교, 호세이 대학 경영학부를 졸업했다. 1997년, 〈최후의 아들〉로 문학계 신인상을 수상하며 소설가로 데뷔했다.

## 작품 목록
- 1999년 《최후의 아들》
- 2001년 《열대어》
- 2002년 《퍼레이드》
- 2002년 《파크 라이프》
- 2002년 《일요일들》
- 2003년 《동경만경》
- 2004년 《나가사키》
- 2004년 《랜드마크》
- 2004년 《7월 24일 거리》
- 2004년 《거짓말의 거짓말》 (春、バーニーズで)
- 2006년 《캐러멜 팝콘》 (ひなた)
- 2006년 《여자는 두 번 떠난다》
- 2007년 《첫사랑 온천》
- 2007년 《うりずん》
- 2007년 《악인》
- 2008년 《사랑을 말해줘》 (静かな爆弾)
- 2008년 《사요나라 사요나라》 (さよなら渓谷)
- 2008년 《あの空の下で》
- 2008년 《元職員》
- 2009년 《도시여행자》 (キャンセルされた街の案内)
- 2009년 《요노스케 이야기》 (横道世之介)
- 2010년 《空の冒険》
- 2011년 《平成猿蟹合戦図》

## 다른 매체화 된 작품
영상화
- 《동경만경》 - 《동경만경: Destiny of Love》로 나카마 유키에 주연으로 드라마화. (2004년 3분기 게츠쿠)
- 《거짓말의 거짓말》 - 원제인 《봄, 바니스에서》로 니시지마 히데토시, 데라지마 시노부 주연으로 드라마화 (2006년 2월 16일, WOWOW 드라마 W)
- 《7월 24일 거리》 - 《7월 24일 거리의 크리스마스》로 오사와 다카오, 나카타니 미키 주연으로 2006년 영화화.
- 《water》 - 스스로 2007년에 영화화, 영화 감독 데뷔작.
- 《퍼레이드》 - 후지와라 다쓰야 주연으로 2010년 영화화
- 《여자는 두 번 떠난다》 - 2010년 비 TV에서 드라마화.
- 《악인》 - 쓰마부키 사토시 주연으로 2010년 영화화.